# Lee Korzits
Lee-El Korzits –en hebreo, לִי-אֵל קורזיץ– (Hofit, 25 de marzo de 1984) es una deportista israelí que compitió en vela en las clases Mistral y RS:X.
Ganó tres medallas de oro en el Campeonato Mundial de RS:X entre los años 2011 y 2013, y una medalla de plata en el Campeonato Europeo de RS:X de 2011. También obtuvo una medalla de oro en el Campeonato Mundial de Mistral de 2003.
Participó en dos Juegos Olímpicos de Verano, en los años 2004 y 2012, ocupando el sexto lugar en Londres 2012 (clase RS:X).

## Palmarés internacional
| Campeonato Mundial | Campeonato Mundial | Campeonato Mundial | Campeonato Mundial |
| Año                | Lugar              | Medalla            | Clase              |
| ------------------ | ------------------ | ------------------ | ------------------ |
| 2003               | Cádiz (España)     | Medalla de oro     | Mistral            |

| Campeonato Mundial | Campeonato Mundial | Campeonato Mundial | Campeonato Mundial |
| Año                | Lugar              | Medalla            | Clase              |
| ------------------ | ------------------ | ------------------ | ------------------ |
| 2011               | Perth (Australia)  | Medalla de oro     | RS:X               |
| 2012               | Cádiz (España)     | Medalla de oro     | RS:X               |
| 2013               | Búzios (Brasil)    | Medalla de oro     | RS:X               |
| Campeonato Europeo |                    |                    |                    |
| Año                | Lugar              | Medalla            | Clase              |
| 2011               | Burgas (Bulgaria)  | Medalla de plata   | RS:X               |